# Gondulfe (Taboada)
Gondulfe (llamada oficialmente San Lourenzo de Gondulfe) es una parroquia y una aldea española del municipio de Taboada, en la provincia de Lugo, Galicia.

## Organización territorial
La parroquia está formada por ocho entidades de población:

### Entidades de población
Entidades de población que forman parte de la parroquia:
- Almuíña
- Bemil
- Cruz (A Cruz)
- Gondulfe
- Piñor
- San Lourenzo

### Despoblados
Despoblados que forman parte de la parroquia:
- Batán
- Eilavila

## Demografía

### Parroquia
| Gráfica de evolución demográfica de Gondulfe (parroquia) entre 2000 y 2023 |
|                                                                            |
| Datos según el nomenclátor publicado por el INE.                           |

### Aldea
| Gráfica de evolución demográfica de Gondulfe (aldea) entre 2000 y 2023 |
|                                                                        |
| Datos según el nomenclátor publicado por el INE.                       |